# Ролики резьбонакатные
Ролики резьбонакатные – инструмент для получения резьбы пластическим деформированием – накатыванием.
Представляют собой цилиндрические диски, на наружной поверхности которых образована одно- или многозаходная резьба или кольцевые витки. Конструктивные размеры резьбонакатных роликов зависят от способа накатывания, вида накатываемой резьбы и конструкции применяемого оборудования.

## Виды резьбонакатных роликов
В зависимости от способа накатывания различают:
- ролики для накатывания резьбы с радиальной подачей Стандарт: ГОСТ 9539-72 - Ролики резьбонакатные. Технические условия;
- цилиндрические ролики для накатывания с тангенциальной подачей;
- ролики для накатывания резьбы с осевой подачей;
- затылованые ролики.

В зависимости от применяемого оборудования различают:
- ролики для двух- и трехроликовых резьбонакатных полуавтоматов;
- ролики для резьбонакатных головок.

Резьбонакатные ролики изготавливаются из  холодноштамповых сталей Х6ВФ, Х12М, Х12Ф1, 6Х6В3МФС, значительно реже из быстрорежущих сталей Р6М5, Р18 и т.п.